# Sant Pere de Gelida
Sant Pere de Gelida és una església neoclassicista del municipi de Gelida (Alt Penedès) protegida com a bé cultural d'interès local.

## Arquitectura
Església d'una sola nau amb capelles laterals entre contraforts. Té arcs torals amb volta entre arc a la nau i volta de canó a les capelles laterals i és coberta a dues aigües amb teulada de teula àrab. L'accés és per escalinata central. La capella annexa del Santíssim té planta rectangular amb petita cúpula i llanterna, amb cobertes de teula àrab. El campanar és octogonal amb coberta de pavelló de rajols vidriada. L'estil de l'edifici és el neoclassicisme, amb alguns elements historicistes.
El sostre i la cúpula de la capella del Santíssim estan organitzats seguint les pautes de la tradició gaudiniana i formen arcs parabòlics i una estrella de vuit punxes al mig de la qual s'obre una claraboia amb vidres de colors. Les parets estan ornamentades amb mosaic de colors amb representacions florals (lliris) i simbòliques (els símbols dels quatre evangelistes).
Destaca el retaule compost per una fornícula d'arc de mig punt central, amb la imatge de Sant Pere (de fusta policromada) vestit amb túnica i mantell i portant orla i els seus atributs, emmarcada per relleus de bronze de marcs quadrangulars, amb les representacions de les escenes de la vida del Sant (els miracles, l'estada a la presó, la fugida de la ciutat, etc.
També conserva pintures murals, policromes, figuratives, on es representen dues escenes de la vida de Sant Pere, a qui està dedicada l'església. Una escena representa Pere pescant i Crist que el crida, en un primer pla, sobre un fons de paisatge marítim. L'altra, disposada en un interior arquitectònic, on Pere rep les funcions de Sant Pere, envoltat dels altres apòstols i deixebles. Ambdues escenes estan emmarcades amb una orla ornamentada de fullatge estilitzats.

## Història
El 14 de juny de l'any 1857 va col·locar-se la primera pedra de l'església parroquial de Sant Pere. El 16 de novembre del 1860 va enfonsar-se una de les arcades de la nau central (els arquitectes Josep Simó i Fontcuberta i Elies Rogent van visitar Gelida per tal d'obrir l'expedient de responsabilitat per la caiguda de l'arc). El 1862 es reprenen les obres sota la direcció de Josep Simó i Fontcuberta, i el 1871 (25 de juny) s'acabaren i es va traslladar el sagrari. El 24 d'abril del 1916 es va col·locar la primera pedra de la capella del Santíssim. El projecte de l'església és de l'arquitecte Francesc Vallès. La direcció de les obres va ser encomanada a Josep Nolla i a Ramon Urpí. A partir del 1862 la direcció la va portar Josep Simó. La capella del Santíssim és de l'arquitecte Isidre Puig i Boada.